# Catherine Fox
Catherine Mai-Lan Fox (* 15. Dezember 1977 in Roeland Park, Kansas) ist eine ehemalige Schwimmerin aus den Vereinigten Staaten. Sie gewann bei Olympischen Spielen zwei Goldmedaillen, bei Weltmeisterschaften eine Goldmedaille und bei Panamerikanischen Spielen eine Goldmedaille.

## Karriere
Catherine Fox belegte 1995 bei den Panamerikanischen Spielen in Mar del Plata den vierten Platz über 200 Meter Lagen. Mit der 4-mal-200-Meter-Freistilstaffel gewann sie den Titel vor den Kanadierinnen und den Argentinierinnen.
Bei den olympischen Schwimmwettbewerben 1996 in Atlanta qualifizierte sich die 4-mal-100-Meter-Freistilstaffel mit Jenny Thompson, Catherine Fox, Lisa Jacob und Melanie Valerio mit der schnellsten Vorlaufzeit für das Finale. Im Finale schwammen Angel Martino, Amy van Dyken, Catherine Fox und Jenny Thompson zur Goldmedaille mit einer Sekunde Vorsprung auf die Chinesinnen. In der 4-mal-100-Meter-Lagenstaffel qualifizierten sich Whitney Hedgepeth, Kristine Quance, Jenny Thompson und Catherine Fox ebenfalls mit der schnellsten Vorlaufzeit für den Endlauf. Im Finale siegten Beth Botsford, Amanda Beard, Angel Martino und Amy van Dyken vor den Australierinnen. Die nur im Vorlauf eingesetzten Schwimmerinnen erhielten auch eine Medaille.
Bei den Pan Pacific Swimming Championships 1997 in Fukuoka gewann Fox mit der 4-mal-100-Meter-Freistilstaffel. Über 100 Meter Freistil und über 100 Meter Rücken erkämpfte sie jeweils eine Bronzemedaille. 1998 bei den Weltmeisterschaften in Perth wurde sie im Vorlauf der 4-mal-100-Meter-Freistilstaffel eingesetzt. Da die US-Staffel im Finale gewann, erhielt auch Fox eine Goldmedaille.
Catherine Fox ist die Tochter eines Amerikaners und einer gebürtigen Vietnamesin. Sie schwamm für das Kansas City Blazers Swim Team und graduierte 1996 an der Bishop Miege High School in Roeland Park. Danach studierte sie an der Stanford University und schwamm für deren Schwimmteam. Sie gewann neun Meistertitel der National Collegiate Athletic Association.